# Guido Zamperoni
Guido Zamperoni, noto anche con lo pseudonimo di Guy Zam (Milano, 21 luglio 1912 – Milano, 30 gennaio 2003), è stato un fumettista italiano.

## Biografia
Lavora inizialmente nella sartoria teatrale del padre, realizzando figurini per le rappresentazioni teatrali; poi si dedicò all'attività di fumettista, esordendo nel 1935 realizzando, per le Edizioni Mediolanum, una trasposizione a fumetti de I tre moschettieri; a questa seguiranno due storie salgariane, La scimitarra di Budda e Il Corsaro Rosso pubblicate sul Giornale dei Viaggi e delle Avventure, edito dall'Editrice Boschi e tre brevi serie sceneggiate da Michele Bea, Avventure di Gianni Ferro, della Editrice Nicolli nel 1937 e, per la Casa Editrice Universale realizza le serie Il sommergibile fantasma, realizzata con Giovanni Scolari, e alcuni numeri de L'aquila dell'oceano. Realizza anche serie umoristiche come Lupetto sul periodico Gli albi dell'allegria; di genere avventuroso invece pubblica varie storie scritte da Italo Vitaliano per L'albo dell'avventura dell'Editrice Vittoria e altre scritte da Leonello Martini e Andrea Lavezzolo per Albi Impero della Editrice Impero; seguono nel 1939 alcune storie per gli Albi Juventus dell'editore Cremona Nuova.
Durante la Seconda guerra mondiale, collabora con le Edizioni Alpe per le quali realizza la serie Saetta, che verrà pubblicato anche in Argentina dall'editore Cesare Civita, col nome Flecha; nel 1938 realizza per il Corriere dei Piccoli la serie La crociera dell'allegranza e, per l'Editoriale Vitaliano, la serie D'Artagnan, oltre a trasposizioni a fumetti di altri romanzi salgariani pubblicati su L'Avventuroso della Nerbini; la collaborazione con Nerbini termina presto a seguito delle disposizioni governative sullo stile dei disegnatori. Aderisce poi alla Repubblica Sociale e crea una striscia a fumetti in cui il protagonista, chiamato O' Scugnizzo, è un sottotenente del Sud che guidava la resistenza fascista agli angloamericani: il personaggio esisteva realmente, ma la sua figura venne ingigantita per motivi propagandistici.
Nel dopoguerra si trasferisce a Pieve Ligure dove realizza storie per Lo Scolaro, oltre a illustrazioni per riviste clericali e pubblicità; nel 1946 per le Edizioni Vulcania di Federico Motta realizza la serie Zambo, nel 1947 disegna una serie dedicata a Zorro; per le Edizioni Audace di Tea Bonelli disegna le serie Frisco Bill, La Pattuglia dei senza paura (1948) scritte da Gianluigi Bonelli), Il principe Cuorbuono, Gianforte, Il principe Pulcino, Il tamburino, Il vasetto di smeraldo pubblicate nella Collana del trifoglio, oltre ad alcune delle prime storie di Tex delle quali realizza i disegni a matita, ripassate poi a china da Galep. Nello stesso periodo realizza la breve serie Jeff Cooper edita da Stampitalia. Collabora alla fine degli anni quaranta come animatore alla realizzazione del primo lungometraggio animato italiano, La rosa di Bagdad  (1949), e ne cura la versione a fumetti pubblicata dalla Mondadori nella collana degli Albo d'Oro. Per oltre un decennio lavora come art director per l'agenzia di pubblicità IMA di Anton Giulio Domeneghini e, dopo la morte di questi, si dedica principalmente al fumetto e all'illustrazione. Negli anni cinquanta è disegnatore di classici per ragazzi per l'Editrice Boschi nella collana "I classici per ragazzi" dove illustra "Il giro del mondo in 80 giorni" di Giulio Verne. Con la Editrice Universo realizza alcune storie disegnate con Lina Buffolente e Ferdinando Corbella; lavora anche con editori francesi come le Éditions Aventures et Voyages, realizzando le serie Carabina Slim, Sunny Sun e Rok l'invisibile, negli anni settanta collabora con le Éditions Vaillant realizzando la serie Rahan, pubblicata su Pif Gadget, Sagéditions (Gerfaut, pubblicato in Italia dalla Editrice Cenisio come Girfalco su Rin Tin Tin & Rusty) e altro, spesso rimasto inedito in Italia e firmato come Guy Zam. Contribuisce come disegnatore negli anni cinquanta a Voci d'oltremare dell'Istituto Missioni Estere di Parma.
Morì a Milano il 30 gennaio 2003.